# کیت رابینز
کیت الیزابت رابینز (به انگلیسی: Kate Elizabeth Robbins) (زادهٔ ۲۱ اوت ۱۹۵۸) یک هنرپیشه، خواننده و ترانه‌سرای انگلیسی است. پدر او مایک رابینز بود که در هایتاون، راکسام، پسر تد بزرگ شد، که بیش از ۳۵ سال به عنوان دبیر اتحادیه فوتبال ولز خدمت کرد.

## فیلم‌شناسی

### فیلم
| سال  | عنوان                      | نقش                         | یادداشت      |
| ---- | -------------------------- | --------------------------- | ------------ |
| ۱۹۹۰ | وسط خال!                   | ملکه (صدا)                  |              |
| ۱۹۹۵ | قطعات باند                 | شکوفه - گل                  | فیلم کوتاه   |
| ۲۰۰۰ | اوگری                      | میتزی (صدا)                 | فیلم کوتاه   |
| ۲۰۰۱ | آشفتگی ۳                   |                             |              |
| ۲۰۰۳ | ۱۶ سال مصرف الکل           | زن و شوهر در حال مبارزه     |              |
| ۲۰۰۴ | زندگی جنسی مردان سیب زمینی | جوآن                        |              |
| ۲۰۰۴ | بو، زینو و اسنورکس         | گایان زن / والری (صدا)      | نسخه انگلیسی |
| ۲۰۰۵ | MirrorMask                 | غول زن / خانم کفش-چیز / مرغ |              |
| ۲۰۰۶ | فلای بویز                  | روشن کردن                   |              |
| ۲۰۰۶ | سرنوشت ساز                 | کاتلین                      |              |
| ۲۰۱۷ | افسانه کونگ فانک           | ناتالی                      | فیلم کوتاه   |
| ۲۰۱۸ | طرف دیگر با والری هوپ      | والری هوپ                   | فیلم کوتاه   |
| ۲۰۲۲ | سفر جاده ای                | مادر                        | فیلم کوتاه   |
| ۲۰۲۲ | آخرین راه حل               | گل سرخ                      | فیلم کوتاه   |

### تلویزیون
| سال       | عنوان                                  | نقش                                     | یادداشت‌ها                                               |
| --------- | -------------------------------------- | --------------------------------------- | ------------------------------------------------------- |
| ۱۹۸۰–۱۹۸۱ | کراس روت: کنگز اوک                     | کیت لورینگ                              | ۱۱ قسمت                                                 |
| ۱۹۸۲      | مایک یاروود در شخصیت                   | تاثیرگذار (مختلف)                       | ۱ قسمت                                                  |
| ۱۹۸۶      | شنبه زنده                              | سیلا بلک سارا فرگسون                    | نقش‌های تکراری (۳ قسمت)                                  |
| ۱۹۸۶–۱۹۹۶ | تصویر تپش                              | مختلف (صوت)                             | نقش‌های منظم (۹۳ قسمت)                                   |
| ۱۹۸۷      | تصویر تند: نمایش رونی و نانسی          | نانسی ریگان (صوت)                       | فیلم تلویزیونی                                          |
| ۱۹۸۷      | برنامه "کیت و تید"                     | شخصیت‌های مختلف                          | نقش‌های منظم (۷ قسمت)                                    |
| ۱۹۸۸      | نمایش کِت رابینز                        | شخصیت‌های مختلف                          | نقش‌های منظم (۶ قسمت)                                    |
| ۱۹۸۹–۱۹۹۰ | ! گرد کن                               | جیمیما ویلینگتون-گرین / مختلف (صوت)     | نقش‌های منظم (۱۸ قسمت)                                   |
| ۱۹۸۹–۱۹۹۱ | داستان‌های وحشتناک فردیناند دی بارگوس   | مختلف (صوت)                             | ۱۱ قسمت                                                 |
| ۱۹۹۰      | ویلی بد                                | نقش صدا                                 | فیلم تلویزیونی                                          |
| ۱۹۹۱      | ویلی بد دوباره سوار می‌شود!             | نقش صدا                                 | فیلم ویدیویی                                            |
| ۱۹۹۲      | فیدلی فودی پرنده                       | نقش صدا                                 | ۱۳ قسمت                                                 |
| ۱۹۹۲      | پلاس                                   | نقش صدا                                 | قسمت اول: "پلاس ۲"                                      |
| ۱۹۹۲      | کوتوله قرمز                            | زن در فیلم (صوت)                        | قسمت اول: "هولوشپ" (رول ناشناخته)                       |
| ۱۹۹۲      | برنامه تلویزیونی هری انفیلد            | سیلا بلک                                | ۱ قسمت                                                  |
| ۱۹۹۲      | نمایش شون                              | سیلا بلک                                | قسمت اول: "موعد کور"                                    |
| ۱۹۹۲      | داستان‌های پونی کوچولوی من              | صداهای اضافی                            | قسمت اول: "مشکلات شاهزاده"                              |
| ۱۹۹۳      | خانه بازی کمدی                         | بیللا وایت                              | قسمت اول: "در طول عمر"                                  |
| ۱۹۹۳      | ... کومیک‌ها ارائه میده                 | پرستار لارکین                           | قسمت اول: "گریگوری: روزنامه یه دیوانه"                  |
| ۱۹۹۳      | ارتفاعات سردرد                         | خانم ویسنیسکای                          | قسمت اول: "یک ستاره خسته شده"                           |
| ۱۹۹۳      | KYTV                                   | ترودل                                   | قسمت اول: "اونها که "سیکس" رو به صدای دهه شصه‌ها می‌گیرند |
| ۱۹۹۳      | جهان تاتچر                             | نقش صدا                                 | فیلم تلویزیونی                                          |
| ۱۹۹۳      | آخرین شراب تابستان                     | دختر گپ                                 | قسمت اول: "مردگان در باغ ما هستند"                      |
| ۱۹۹۳      | گرده مرده رو بذار                      | شاهزاده آنا (صوت)                       | فصل سوم، فصل اول: "جایز"                                |
| ۱۹۹۳–۲۰۰۱ | زمان شماره                             | مامان (صوت)                             | نقش منظم (۶۸ قسمت)                                      |
| ۱۹۹۵–۱۹۹۷ | آشپزخانه کاریبو                        | داستانگو / تمام صداهای شخصیت            | نقش منظم (۴ سری؛ ۵۲ قسمت)                               |
| ۱۹۹۶      | زندگی واقعی جک و جریمی                 | پام آیرز (صوت)                          | قسمت اول: "کتابگران"                                    |
| ۱۹۹۶      | گرده مرده رو بذار                      | سارا دوقنای یورک (صوت)                  | فصل پنجم، فصل اول: "ماشین جورج"                         |
| ۱۹۹۶      | ولو در زمستان                          | نقش صدا                                 | فیلم تلویزیونی                                          |
| ۱۹۹۶      | کلو بیمبل                              | نقش صدا                                 | قسمت اول: "پدایش"                                       |
| ۱۹۹۷      | آه، اسمیت و جونز                       | نقش‌های مختلف                            | قسمت اول: "عاهرات".                                     |
| ۱۹۹۷      | جنون حیوانات                           | نقش‌های مختلف                            | فیلم تلویزیونی                                          |
| ۱۹۹۸      | آرشیبالد کوالا                         | نقش صدا                                 | قسمت اول: "ژدها"                                        |
| ۱۹۹۸      | بلیت بزرگ لوترای ملی                   | برنی (صوت)                              | نقش منظم (۱۶ قسمت)                                      |
| ۱۹۹۸      | تو اینجا هستی                          | ریتا کوهن                               | فیلم تلویزیونی                                          |
| ۱۹۹۸–۱۹۹۹ | شام خانم‌ها                             | بچه‌ها                                   | نقش تکراری (۲ قسمت: "حزب" و "عطال")                     |
| ۱۹۹۹      | میمی و آقای بابو                       | نقش صدا                                 | ۱ قسمت                                                  |
| ۱۹۹۹–۲۰۰۰ | اسبوردان بزرگ                          | جادوگر " ابیجیل " / خاله " ایرس " (صوت) | نقش‌های منظم (۱۳ قسمت)                                   |
| ۲۰۰۰      | ۱۰م پادشاهی                            | گوشه آواز                               | نقش‌های تکراری (۲ قسمت)                                  |
| ۲۰۰۰      | جایی که قلب هست                        | آنجلا تایلور                            | فصل ۴، فصل ۱: "روز خوب"                                 |
| ۲۰۰۱      | جایی که قلب هست                        | بیورلی گارتون                           | فصل پنجم، فصل اول: "معصومیت"                            |
| ۲۰۰۱–۲۰۰۳ | "ال نومبر"                             | مامان (صوت)                             | نقش منظم (۲۶ قسمت)                                      |
| ۲۰۰۲      | شب‌های فنیکس                            | سازمان دهنده شب بانوان                  | قسمت اول: "شب بانوان"                                   |
| ۲۰۰۲      | شهر هولبی                              | لزی هاریس                               | فصل چهارم: قسمت اول: "تخمیم برای زندگی"                 |
| ۲۰۰۳–۲۰۰۵ | گرد و غبار میمون                       | شخصیت‌های مختلف                          | ۱۸ قسمت                                                 |
| ۲۰۰۴      | جان کلشو که خیلی تحت تأثیر قرار می‌گیرد | شخصیت‌های مختلف                          | ۴ قسمت                                                  |
| ۲۰۰۴      | دکترها                                 | شیلا لوفت                               | سری ۶، قسمت اول: "دی Wild West Midlands"                |
| ۲۰۰۶      | ضربان قلب                              | " شیرل کوپر "                           | قسمت اول: " شراب و گل رز "                              |
| ۲۰۰۷      | من کارن تایلور هستم                    | کمک نخست‌وزیر                            | نقش تکراری (۴ قسمت)                                     |
| ۲۰۰۸      | دکترها                                 | ماریلین هاروی                           | سری ۱۰، قسمت اول: "The Hex"                             |
| ۲۰۰۸      | ! "رودی جهنم" این‌ها هری و پال هستن     | نقش‌های مختلف                            | ۱ قسمت                                                  |
| ۲۰۰۹      | تلفات                                  | جکی                                     | قسمت اول: "نه تا وقتی که بانوی چاق آواز نگو"            |
| ۲۰۰۹      | افسانهٔ دیک و دوم                       | بارونس کلپ                              | فصل اول، فصل اول: "شعر گرگ"                             |
| ۲۰۱۰      | افسانهٔ دیک و دوم                       | دانا                                    | فصل دوم، فصل اول: "طوفان شده"                           |
| ۲۰۱۱      | با فلینز                               | جکی                                     | قسمت اول: گیتار                                         |
| ۲۰۱۱      | "سلامر"                                | پری آبی                                 | قسمت اول: "درک عصبانی"                                  |
| ۲۰۱۲      | "ملکه کوچک "بن و هولی                  | خانم جولی                               | دو قسمت: "بهار خانم ساحر پاک" و "ماین کوتوله"           |
| ۲۰۱۴      | شهروند خان                             | تکنسین نوک                              | قسمت اول: "ستگ‌ها و مرغ ها"                              |
| ۲۰۱۷      | شهر هولبی                              | استلا کلارک                             | سری ۱۹، قسمت اول: "نور روز"                             |
| ۲۰۱۷      | نفرتگرها عقب‌نشینی کردند                | پرستار شماره ۲                          | قسمت اول: "مودل در بیمارستان"                           |
| ۲۰۱۹      | غروب آفتاب را نگه دار                  | خانم براون                              | قسمت اول: "فروخت"                                       |
| ۲۰۲۰–۲۰۲۲ | نمایش حمله اِمیلی                       | شخصیت‌های مختلف                          | ۴ قسمت                                                  |
| ۲۰۲۱      | ایست اندرز                             | جِن گلور                                 | نقش تکراری (۵ قسمت)                                     |
| ۲۰۲۲      | مندی                                   | جوان مک دونالد                          | قسمت اول: "جازاده برای یک"                              |
| ۲۰۲۲      | بعد از زندگی                           | پنی اسپنسر ورایت                        | نقش تکراری (۳ قسمت)                                     |
| ۲۰۲۲      | راه رفتن                               | مامان روبی                              | ۱ قسمت                                                  |
| ۲۰۲۲      | این چیزی بود که می‌خواست                | مامان آنی                               | فیلم تلویزیونی                                          |
| ۲۰۲۲      | قتل‌های میدمیر                          | لیرا کین                                | قسمت اول: "نبوت درختان سیاه"                            |
| ۲۰۲۳      | شاهد ساکت                              | بیو                                     | قسمت اول: " چهره‌های آشنا - قسمت دوم "                   |
| ۲۰۲۳      | فراموش نشده                            | کیت                                     | ۵ قسمت                                                  |
| ۲۰۲۳      | زوج همسایه                             | جان                                     | ۶ قسمت                                                  |
| ۲۰۲۳      | کشتی خوب                               | ویدا دیوان                              | قسمت اول: مالتا                                         |
| ۲۰۲۴      | مرگ در بهشت                            | خوش شانس کلایبورن                       | سری ۱۳، قسمت ۱                                          |
| ۲۰۲۴      | دکترها                                 | باربارا هیل                             | سری ۲۴، قسمت اول: "مرگستان صحبت می‌کند"                  |